# Лебедево (Липецкая область)
Ле́бедево — деревня Скорняковского сельсовета Задонского района Липецкой области. Имеет одну улицу: Степная.

## История
Известно по документам 1762 г.

## Название
Название — по фамилии Лебедев.

## Население
| 2010 |
| ---- |
| 0    |